# Robert Haining
Robert „Bob“ Hadden Haining, KCB, DSO (* 28. Juli 1882 in Chester, Cheshire; † 15. September 1959 in Surrey) war ein britischer General der British Army, der zwischen 1940 und 1941 Vize-Chef des Imperialen Generalstabes sowie zuletzt von 1941 bis 1942 Generalintendant des Heereskommandos im Mittleren Osten war. Darüber hinaus fungierte er zwischen 1949 und 1957 als Lord Lieutenant der Grafschaft Surrey.

## Leben
Robert „Bob“ Hadden Haining, Sohn von Dr. William Haining und dessen Ehefrau Mary Ellen Roberts, begann nach dem Besuch der 1584 gegründeten Uppingham School eine Offiziersausbildung an der Royal Military Academy Woolwich. Nach deren Abschluss wurde er 1901 als Leutnant (Second Lieutenant) in die Royal Artillery übernommen und nahm am Ersten Weltkrieg teil. Im Anschluss absolvierte er zudem ein Studium der Rechtswissenschaften und erhielt anschließend seine anwaltliche Zulassung als Barrister an der Anwaltskammer Inns of Court von Lincoln’s Inn. Nach verschiedenen Verwendungen als Offizier und Stabsoffizier absolvierte er einen Lehrgang am Imperial Defence College (IDC) in London. Im Anschluss war er von 1928 bis 1929 zunächst Assistierender Adjutant und Generalquartiermeister der 2. Division der 2. Division (Assistant Adjutant & Quartermaster-General 2nd Division) in Aldershot sowie zwischen 1930 und 1931 Erster Generalstabsoffizier der in Colchester stationierten 4. Division (General Staff Officer 1, 4th Division), ehe er danach in Abteilung für Militärische Operationen ins Kriegsministerium wechselte.
Brigadegeneral (Brigadier) Haining war von Mai 1933 bis Dezember 1934 als stellvertretender Leiter der Abteilung für Militärische Operationen und Nachrichtendienst im Kriegsministerium (Deputy Director of Military Operations & Intelligence, War Office) und im Anschluss von 1935 bis 1936 Kommandant des Imperial Defence College. Als Generalmajor (Major-General) fungierte er zwischen August 1936 und Juli 1939 als Leiter der Abteilung für Militärische Operationen und Nachrichtendienst im Kriegsministerium (Director of Military Operations & Intelligence, War Office). Anschließend war er als Generalleutnant (Lieutenant-General) von April 1938 bis Juli 1939 zunächst Kommandierender General (General Officer Commanding) der britischen Truppen in Palästina und Transjordanien sowie danach zwischen August 1939 und Juni 1940 Kommandierender General des Heereskommandos West (General Officer Commanding in Chief Western Command). Er war zudem Oberst-Kommandant (Colonel Commandant) der Royal Artillery.
Am 27. Mai 1940 übernahm General Robert Haining von General John Dill den Posten als Vize-Chef des Imperialen Generalstabes (Vice Chief of the Imperial General Staff) und war als solcher bis zu seiner Ablösung durch General Henry Royds Pownall im Mai 1941 Stellvertreter des nunmehrigen Chefs des Imperialen Generalstabes, Feldmarschall John Dill. In dieser Verwendung wurde er am 11. Juli 1940 zum Knight Commander des Order of the Bath (KCB) geschlagen, so dass er fortan den Namenszusatz Sir führte. Nachdem er am 25. Mai 1941 einen Sonderauftrag erhalten hatte, war er zuletzt von 1941 bis zu seinem Eintritt in den Ruhestand 1942 Generalintendant des Heereskommandos im Mittleren Osten (Intendant-General Middle East Command). Als Nachfolger von Malcolm Fraser, 1. Baronet wurde er 1949 Lord Lieutenant der Grafschaft Surrey und bekleidete dieses Amt bis 1957, woraufhin Geoffrey FitzClarence, 5. Earl of Munster seine Nachfolge antrat.